# 500 євро
П'ятсот євро, також €500 — сьома і найбільша за номінальною вартістю банкнота євро. Перебуває в обігу від 2002 року, з моменту введення валюти. Є однією з найдорожчих банкнот у світі.
З кінця 2018 року заплановано припинити випуск банкноти номіналом 500 євро, однак існуючі в обігу банкноти залишаться дійсними назавжди.

## Дизайн
Банкнота в 500 євро має розміри 160×82 мм. Виконана у фіолетовій кольоровій гамі.
Всі банкноти євро містять зображення мостів та арок/дверних прорізів різних історичних стилів європейської архітектури. 500 євро відображає архітектурні елементи сучасної архітектури (20-21 століття). Хоча Роберт Каліна розробив оригінальні малюнки реально існуючих будівель, з політичних причин вирішено розмістити схематичні приклади відповідних архітектурних епох.
Як і решта банкнот, 500 євро містить найменування валюти, номінал, прапор Євросоюзу, підпис президента Європейського центрального банку, 12 зірок ЄС, рік випуску та спеціальні елементи захисту банкноти.

## Елементи захисту банкноти
Банкнота в 500 євро захищена голограмою, сузір'ям EURion, водяними знаками, рельєфним друком, захисною ниткою, ультрафіолетовим чорнилом, чорнилом, що змінює колір, мікродруком, матовою поверхнею, перфорацією, штрих-кодом і серійним номером, який підкоряється певному математичному правилу. Код емітенту розташований у положенні 9 o'clock star.

## Зміни
Від 2002 року зміни в дизайн банкноти не вносились. На перших емісіях стоїть підпис голови Європейського центрального банку Віма Дейсенберга, який пізніше замінили на підпис чинного голови Європейського Центробанку Жана-Клода Тріше.
За повідомленням ЄЦБ "з 27 січня 2019 року 17 з 19 національних центральних банків єврозони припинять випуск банкнот по 500 євро". Австрія та Німеччина продовжуватимуть випуск банкнот по 500 євро до 26 квітня для забезпечення плавного переходу і з логістичних причин.
500-єврові купюри, випущені раніше, залишаються в обігу і є легальним платіжним засобом.